# Gautena
Gautena es una organización sin ánimo de lucro   fundada en 1978 en la provincia de Guipúzcoa (España) por familiares de personas con trastornos del espectro del autismo (TEA). Su sede central se encuentra en San Sebastián
La misión de Gautena es promover la inclusión social y mejorar la calidad de vida de las personas con autismo, ofreciéndoles los apoyos y oportunidades necesarios para que puedan desarrollar una vida plena en una sociedad inclusiva.
La asociación desarrolla su labor a través de programas educativos, asistenciales, sanitarios y laborales, dirigidos tanto a las personas con TEA como a sus familias.

## Descripción
Inició su actividad en 1978 teniendo como ámbito geográfico de actuación la provincia de Guipúzcoa. Desde entonces fue desarrollando  una red de Servicios integral que daba apoyo a las personas con trastorno del espectro del autismo  y a sus familias a lo largo de su ciclo vital, con una visión comprehensiva e integradora de la respuesta a las necesidades de estas personas.
Las propuestas que Gautena fue haciendo desde el inicio, fueron positivamente acogidas por la nueva Administración Autónoma Vasca, quien, desde los ámbitos de Servicios Sociales, Educación y Sanidad, fue paulatinamente apoyando y consolidando, desde el punto de vista económico, el funcionamiento de los Servicios especializados que se iban ofreciendo. La Diputación Foral de Guipúzcoa, el Ayuntamiento de San Sebastián o la Kutxa son otras entidades colaboradoras.
En la actualidad, Gautena gestiona Servicios de Diagnóstico y Tratamiento, de Atención de Día, de Vivienda, de Estancias Temporales, de Ocio y Tiempo Libre, y de Apoyo a Familias, dando Servicio a 900 familias en el Territorio Histórico de Guipúzcoa contando para ello con un equipo integrado por 230 profesionales, de los cuales el 62% son trabajadores a jornada completa.
En 1982 Gautena fue socio fundador de la Fundación de Autismo Europa.

## Reconocimientos
- En el año 2003, recibió la Medalla al Mérito Ciudadano de San Sebastián[5]
- En el año 2006 obtuvo   la “Q” de Plata a la Calidad de la Gestión, del Gobierno Vasco.
- En el año 2016 obtuvo el Premio Ciudadano Europeo  otorgado por el Parlamento Europeo.[6]

Sin embargo, aunque sea intangible, la distinción más importante que acompaña la actividad de Gautena es el reconocimiento de la ciudadanía a su labor prestada.